# Sofian Chahed
Sofian Chahed, né le 18 avril 1983 à Berlin, est un footballeur germano-tunisien. Arrière droit, il est aussi capable de jouer en milieu de terrain à droite.
Il est le frère des nageuses Nadia et Sarra Chahed.

## Carrière

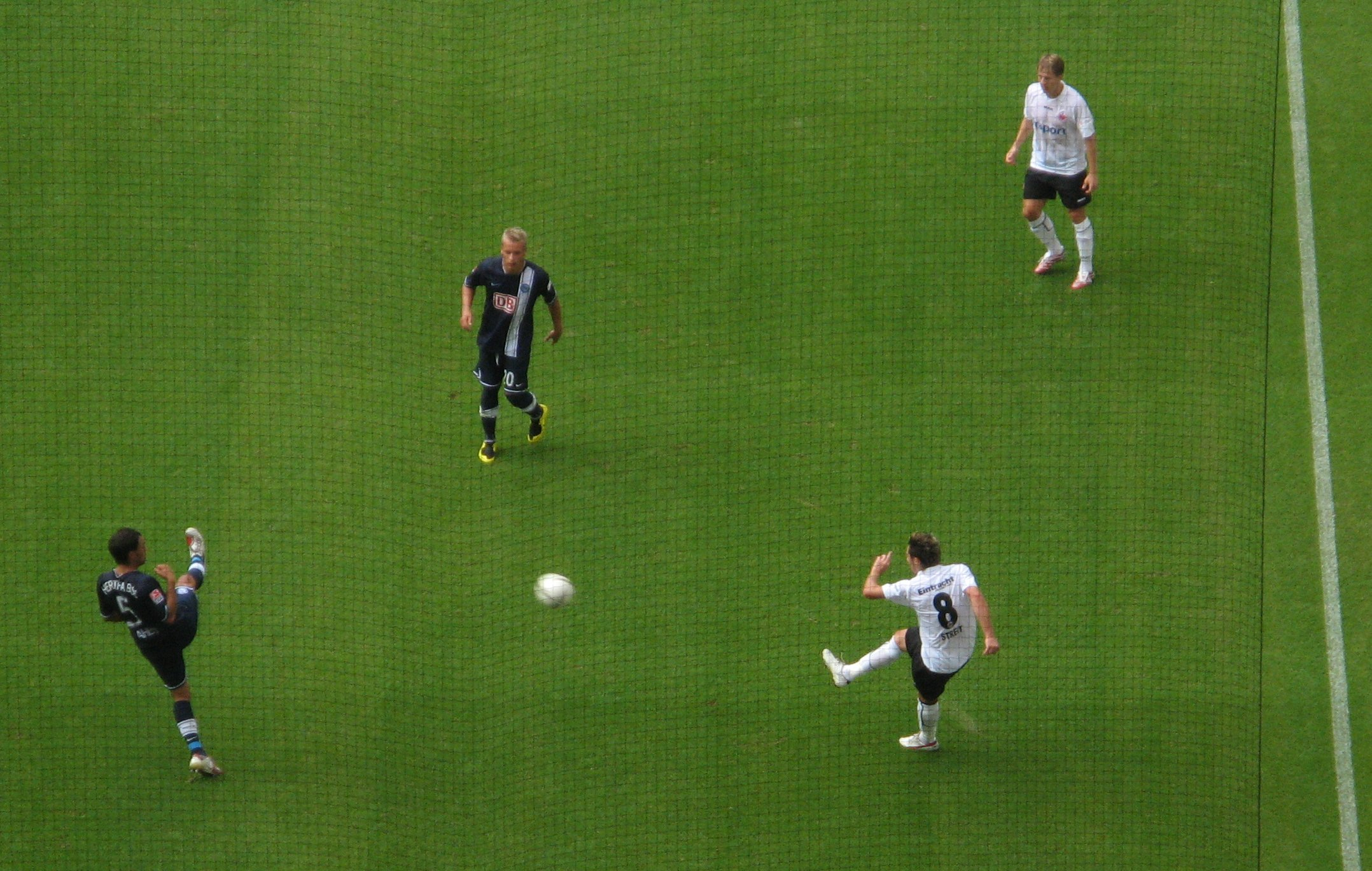
Chahed (à gauche) tentant de repousser un tir de Albert Streit (Eintracht Francfort)

Originaire de Djerba, il dispute 112 matchs et inscrit quatre buts sous les couleurs du Hertha BSC. Laissé libre par le club à la fin de la saison 2009, le Germano-Tunisien signe un contrat de deux ans en faveur du Hanovre 96 où il retrouve Karim Haggui, arrivé durant l'été. 
En 2003, il avait refusé la sélection tunisienne pour représenter l'Allemagne à la coupe du monde de football des moins de 20 ans. Jamais sélectionné avec l'équipe allemande A, il déclare finalement vouloir jouer pour la sélection tunisienne en 2009 ; il est appelé pour la première fois par le sélectionneur Humberto Coelho pour la rencontre entre la Tunisie et le Nigeria le 6 septembre 2009 à Abuja.